# Концертмайстор
Концертмайстор (от немски Konzertmeister), музикален термин, с който се обозначава първият цигулар - солист на даден оркестър, а понякога и водачът на една от инструменталните групи в рамките на този оркестър. В музикалния ансамбъл той има втората водеща роля, след диригента. Ролята му е да води музикалната линия, очертана от диригента, както и да осигури (не само по време на концерт, но и в предшестващите репетиции, звуковия баланс при различните части от оркестъра, както и общото звучене.
Понятието възниква по време на бароковата и ренесансовата музика, когато концертмайсторът е едновременно и солист, и диригент на оркестъра. Много концертмайстори и днес имат собствени солови изяви.
В симфоничния и камерния оркестър концертмайстор по правило е първият цигулар. При други музикални ансамбли, например при джаза, макар и условно за концертмайстор може да бъде възприет водещият музикант - тромпетист, пианист, саксофонист и т.н.